# 巴勒莫狂花
《狹路相逢》（義大利語：Via Castellana Bandiera）是一部於2013年上映的義大利劇情片。該片由艾瑪·丹堤執導和編劇。它在第70屆威尼斯影展作為正式競賽片放映。伊莲娜·科塔贏得沃爾庇杯最佳女演員獎。

## 演員表
- 艾瑪·丹堤（英语：Emma Dante） 飾 羅莎
- 艾芭·羅爾瓦雀 飾 克萊拉
- 伊莲娜·科塔 飾 薩米拉

## 外部鏈接
- 互联网电影数据库（IMDb）上《巴勒莫狂花》的资料（英文）